# FM Большой Медведицы
FM Большой Медведицы (лат. FM Ursae Majoris), HD 71068 — одиночная переменная звезда в созвездии Большой Медведицы на расстоянии приблизительно 632 световых лет (около 194 парсеков) от Солнца. Видимая звёздная величина звезды — от +9,17m до +9,1m.

## Характеристики
FM Большой Медведицы — белая вращающаяся переменная звезда типа Альфы² Гончих Псов (ACV:) спектрального класса A5.